# Kufranja (distrikt)
Kufranja, eller Liwa Kufranja (arabiska: لواء كفرنجة), är ett distrikt (liwa) i Jordanien. Det ligger i provinsen Ajlun, i den norra delen av landet, 40 km nordväst om huvudstaden Amman.